# Ablautus arnaudi
Ablautus arnaudi är en tvåvingeart som beskrevs av Wilcox 1966. Ablautus arnaudi ingår i släktet Ablautus och familjen rovflugor. Inga underarter finns listade i Catalogue of Life.